# Hiraizumi
Hiraizumi (平泉町 Hiraizumi-chō?) es un pueblo localizado en la prefectura de Iwate, Japón. En octubre de 2018 tenía una población de 7.551 habitantes y una densidad de población de 119 personas por km². Su área total es de 63,39 km².

## Geografía

### Municipios circundantes
- Prefectura de Iwate
  - Ichinoseki
  - Ōshū

## Demografía
Según datos del censo japonés, la población de Hiraizumi ha disminuido en los últimos años.
| Año del censo | Población |
| ------------- | --------- |
| 1995          | 9.288     |
| 2000          | 9.054     |
| 2005          | 8.819     |
| 2010          | 8.345     |
| 2015          | 7.868     |